# Magic Kaito
Magic Kaito (まじっく快斗 Majikku Kaito?) es una serie de manga escrita e ilustrada por Gōshō Aoyama. Se centra en la historia de un famoso ladrón enmascarado conocido como Kaito Kid. Es publicado en la revista Shōnen Sunday, de manera muy intermitente. A día de hoy acumula 5 volúmenes y 36 capítulos. Una serie de especiales de anime, estrenada en el año 2010, consta de doce episodios. Una adaptación, siendo esta vez la serie como tal con su continuidad y producida por A-1 Pictures, se estrenó en octubre de 2014, titulándose Magic Kaito 1412. El personaje ha aparecido en ciertos capítulos, OVAs y películas de Detective Conan, otro manga de Aoyama.

## Argumento
Kaitō Kuroba es un estudiante de instituto aficionado a la magia. Lo que él no sabe es que su difunto padre, Toichi Kuroba, llevaba una vida secreta como Kaito Kid ("Kaito" es un juego de palabras entre "Kaitou" que significa "ladrón" y el nombre japonés "Kaito", jugando con la pronunciación, y "Kid", niño), un ladrón que usaba la magia para cometer sus robos. Frecuentemente se le llamaba "Ladrón fantasma" por la policía japonesa, debido a que "aparecía y desaparecía de la nada" y era casi imposible capturarle. Un día, Kaito descubre una habitación secreta a la que se accedía a través de un cuadro con la imagen de su padre. En esa habitación descubre el traje de ladrón que usaba su padre para cometer sus robos, por lo que decide ponérselo e ir al lugar donde un falso Kaito Kid daría su próximo golpe, ya que este último lo había anunciado antes.
Después de enfrentarse al falso Kid, descubre que quien se había hecho pasar por su padre había sido Jii, el viejo ayudante de su padre. Jii le confiesa que su padre si era un ladrón y que no murió en un accidente como le habían informado a su hijo, sino que lo asesinaron. Entonces Kaito decide convertirse en Kaito Kid para encontrar a los asesinos de su padre. Más tarde, Kaito descubre que los asesinos eran de una misteriosa organización y que lo mataron por apoderarse de una joya que esta organización desea. Dicha entidad está buscando una joya en la que su interior se encuentra otra joya llamada "Pandora". Esta joya puede localizarse gracias a que si se enfoca a la luz de la luna, Pandora emitirá una luz roja, y esta joya puede conseguir la juventud eterna. Hay una leyenda que dice: "Cuando el cometa Voley se encuentra cerca de la Tierra, si se ofrece la joya de la vida a la luna llena, caerán lágrimas, y quien beba de esas lágrimas conseguirá lo que nadie ha conseguido, la juventud eterna". Por eso Kaito se propone encontrar a Pandora y destruirla.
Suele acompañarle su amiga de la infancia, Aoko Nakamori, que desconoce su doble vida como ladrón y resulta ser la hija del inspector Nakamori, encargado de atrapar a Kid. Y en otras ocasiones se encuentra con Akako Koizumi, una bruja que practica magia roja y que consigue descubrir el secreto de su doble vida. Más tarde, el detective inglés Saguru Hakuba, hace su aparición. Dicho detective se empeña en atrapar a Kid hasta el punto de sospechar de Kaito.

## Personajes

### Principales
Kaitō Kuroba (黒羽 快斗 Kuroba Kaitō?)
Seiyū: Kappei Yamaguchi
Su nombre es un juego de palabras con el significado de "ladrón fantasma". Kaito es un chico bastante arrogante, pervertido y engreído, sin embargo también es inteligente, alegre y entusiasta. Aoko es su amiga de la infancia y también es la chica de la que está enamorado, pero siempre que intenta demostrarlo hace algo que a ella le molesta. Ama la magia, pero también es bastante bueno para todos los deportes excepto el patinaje sobre hielo. Además padece de ictiofobia (miedo a los peces), aunque le encantan las cosas dulces sobre todo los chocolates. Su padre fue Toichi Kuroba, el mago que más respeta, y por el cual siente adoración siendo su modelo a seguir. Sin embargo lo anterior, esta es solo una parte de su vida; él también decide ser Kaito Kid, también conocido en la Interpool como Kaito 1412 o El mago de la Luna Plateada. Es un ladrón de guante blanco internacional que ha logrado engañar a la policía por años. Su oficio es robar, principalmente joyas, utilizando trucos de magia para realizar sus atracos. Al hacerlo envía una nota a la Policía Metropolitana con un mensaje de la hora y el lugar acordado, sin embargo, pese a todo nunca logran capturarlo.
Aoko Nakamori (中森 青子 Nakamori Aoko?)
Seiyū: Ayumi Fujimura (Magic Kaito Special), Yukiko Iwai (Detective Conan, 76), Minami Takayama (Detective Conan, 219/Ova 4), Mao Ichimichi (Magic Kaito 1412)
Aoko es una chica bastante alegre, amigable, carismática, sensible, bondadosa, pero también puede llegar a ser obstinada, insegura y algo violenta. Ha conocido a Kaito desde pequeña, y está enamorada de él. Le encanta el pescado como a una japonesa tradicional, es una experta en el patinaje sobre hielo y además es muy inteligente. Pero es muy mala esquiando y pierde el control demasiado rápido. Ella ama ver a Kaito mostrar sus trucos de magia, pero odia a Kaito Kid porque cree que él roba todas esas joyas para burlarse de su padre, el inspector Nakamori. Aoko usualmente dice que Kaito es un engreído pero lo aprecia y lo valora mucho.
Ginzō Nakamori (中森 銀三 Nakamori Ginzō?)
Seiyū: Unshō Ishizuka (Detective Conan, 76-888/Magic Kaito Special/Magic Kaito 1412), Kōji Ishii (Detective Conan, 983-)
Es el Inspector Nakamori de la 1.er Division de la Policía Metropolitana en Tokio, desde que Kaito Kid apareció, ha decidido atraparlo. En numerables ocasiones ha tratado de descubrirlo pero nunca lo ha conseguido. Le gusta beber, menos en el trabajo, su obsesión por Kid ha llegado hasta el punto de olvidar el cumpleaños de su hija Aoko.
Saguru Hakuba (白馬 探 Hakuba Saguru?)
Seiyū: Akira Ishida (Detective Conan/Magic Kaito Special), Mamoru Miyano (Magic Kaito 1412)
Es un detective adolescente que ha estudiado en Londres y que vuelve a su país natal. Es muy inteligente, metódico, de modales muy refinados y muy atractivo. Parece estar obsesionado con la precisión del tiempo. En un capítulo especial de Detective Conan se mostró acompañado de un halcón llamado "Watson". Es hijo de un inspector jefe de policía, aunque en este caso del de la prefectura de Tokio. Saguru Hakuba en el manga de Magic Kaito, al volver va a la clase de Kaito Kuroba (Kaito Kid), es el rival de éste, tanto como estudiante que como ladrón. Su mayor deseo es atrapar a Kaito. Parece sentirse atraído por la misma persona que este último, Aoko Nakamori, lo que incrementa aún más su rivalidad. Tiene un ama de llaves, a la que cariñosamente llama "baaya", como los antiguos señoritos ingleses de la India.
Akako Koizumi (小泉 紅子 Koizumi Akako?)
Seiyū: Miyuki Sawashiro (Magic Kaito Special), Megumi Hayashibara (Detective Conan), Eri Kitamura (Magic Kaito 1412)
Esta es una nueva estudiante, que a pesar de su gran belleza y que puede conquistar a cualquiera que se le ponga al frente, está enamorada de Kaito, el único chico que no le presta atención alguna. Por lo mismo descubre su verdadera identidad, pero solo busca ayudarle. En varias ocasiones usa sus hechizos para que Kaito se enamore de ella, sin embargo, siempre algo sale mal y no lo consigue. Al igual que Kaito sabe esquiar perfectamente, es muy popular en su escuela. Ella nunca ha llorado, ya que si una bruja llora pierde todos sus poderes y dejaría de ser una descendiente a lo mismo. Akako no entiende porque Kaito está enamorado de una chica tan "sencilla" como Aoko. Tiene un asistente con aspecto de monstruo.
Toichi Kuroba (黒羽 盗一 Kuroba Tōichi?)
Seiyū: Shuichi Ikeda
Fue un mago prodigio reconocido a nivel mundial. Sin embargo esta sólo era una faceta de su vida, ya que su alter ego fue Kaito Kid. Conoció a Chikage (Phamtom Lady) cuando ella iba a robar una motocicleta, ahí fue la primera vez que conoce a la Organización (Diferente a la de Detective Conan), y le salva la vida, robándole un beso y haciendo que se enamore de ella. Para que Phamton Lady quede en el pasado, y para protegerla de una vida peligrosa, decide convertirse en Kaito Kid, el original, llevando así una doble vida.

### Secundarios
Kōnosuke Jii (寺井 黄之助 Jii Kōnosuke?)
Seiyū: Kōji Yada (Magic Kaito Special), Kaneta Kimotsuki (Detective Conan, 219), Yōsuke Akimoto (Detective Conan, 356), Michio Hazama (Magic Kaito 1412)
Podría decirse que era el mejor amigo de Toichi Kuroba, ya que además de ser su asistente, conoce su secreto y por lo que parece sabía sobre el robo de Phamton Lady. Ocho años después marca un robo y se disfraza de Kaito Kid para así encontrar a los que lo mataron. Se sorprende al ver a Kaito, el hijo de Toichi, quien le dice que ocupará el lugar del nuevo Kaito Kid. Al principio se niega rotundamente, ya que eso pondría en peligro a Kaito. Después decide ayudarle para que Kaito cumpla su venganza, pero aparte de ello a veces lo ayuda para evitar que Aoko descubra su identidad. Es el dueño del bar "Blue Parrot".
Keiko Momoi (桃井 恵子 Momoi Keiko?)
Seiyū: Ai Kayano (Magic Kaito Special), Yukiko Iwai (Detective Conan), Atsumi Tanezaki (Magic Kaito 1412)
Es la mejor amiga de Aoko, la apoya incondicionalmente en su relación y en las protestas contra Kaito Kid, aunque ella lo adore. Su personalidad se basó para crear a Sonoko Suzuki personaje de Detective Conan. Ella suele llamar a Kaito y Aoko esposos o novios. Está enamorada de Saguru Hakuba, pero él está enamorado de Aoko.
Chikage Kuroba (黒羽 千影 Kuroba Chikage?)
Seiyū: Michie Tomizawa
Es la madre de Kaito. Al igual que su esposo Toichi Kuroba, ella tiene otra identidad, Phamtom Lady, la mujer de los 20 rostros. En el anime se va a Las Vegas y deja a Kaito en el cuidado de Aoko, mientras que en el manga se va después. Una organización de la mafia estaba dispuesta a matarla, sin embargo Toichi Kuroba, la rescató y le robó un beso, haciendo que ella se enamorara de él. Se mantiene en contacto habitualmente con su hijo, y parece guardar tal vez más de algún secreto.
Snake (スネーク Sunēku?)
Seiyū: Hōchū Ōtsuka (Magic Kaito Special), Kōji Ishii (Detective Conan), Jūrōta Kosugi (Magic Kaito 1412)
Es la persona que mató a Toichi Kuroba hace ocho años e hizo parecer que su muerte fue un accidente. Él va en busca de Pandora, la gema que concede la inmortalidad. Lleva un abrigo y un sombrero similares a los de Gin y Vodka. Tiene un bigote de herradura. En la Organización, posee el alias de "Chacal". Es muy hábil disparando. Su superior es el Subjefe de la Organización.
Spider (スパイダー Supaidā?)
Seiyū: Daisuke Namikawa
Es un personaje sólo del anime. También trabaja para la Organización y se especializa en el asesinato. Su alias es "Gunter Von Goldberg II", el mejor ilusionista del mundo. Parece tener una rivalidad con Hakuba. Sus ataques psicológicos funcionan incluso con Akako. Tiene excelentes habilidades en el disfraz y puede cambiar su voz sin ningún artefacto como Kaito. Tiene un tatuaje en su ojo, el cual es una araña.
Subjefe de la organización
Seiyū: Shozo Iizuka (Magic Kaito Special), Kinryuu Arimoto (Magic Kaito 1412)
Es el Subjefe de la Organización que mató a Toichi Kuroba, y a la vez, el jefe de Snake.
Erika Konno (コンノ エリカ Konno Erika?)
Seiyū: Naomi Shindou (Magic Kaito Special), Satsuki Yukino (Magic Kaito 1412)
Es la maestra de la Clase 2B. Sus clases son interrumpidas por las payasadas de Kaito muy a menudo. En los especiales tiene el pelo de color café claro, mientras que en la serie de anime, es púrpura.
Jefe de la organización
Es el Jefe de la Organización que mató a Toichi Kuroba. En el manga los demás se contactan con él a través del teléfono móvil, pero en el anime, lo hacen a través del chat. Nunca se le ve la cara, sólo su silueta.
Superintendente General Hakuba
Seiyū: Takashi Nagasako
Es el padre de Saguru Hakuba y jefe de la Policía Metropolitana de Tokio, manteniendo el rango más alto: Superintendente General. Su primer nombre es desconocido. Aparece una sola vez en la serie, pero es mencionado en varias ocasiones.
Kaitou Corbeau
Un ladrón misterioso que se parece a Kid, pero con ropa negra. Antes robaba en Las Vegas, pero ahora fue a Japón. Apareció brevemente en el primer episodio del anime. En el manga aparece mucho después.
Oficial Konno
Es un subordinado de Nakamori. A menudo se dirige a los demás oficiales para llevar a cabo las órdenes de Nakamori. También ha aparecido en algunas películas de Detective Conan.
Asistente de Akako
Seiyū: Mugihito
El feo asistente de Akako, que parece un monstruo. Siempre ayuda a Akako con su magia.
Ama de llaves de Saguru
Seiyū: Reiko Suzuki
Es una mujer mayor con el pelo claro, el pelo encrespado y nariz de halcón, que hace suponer algún grado de ascendencia no japonesa. Saguru la llama cariñosamente "Baaya". Maneja un Cobra.

## Media

### Especiales de anime
Se crearon varios especiales de TV basados en Magic Kaito. Todos han sido dirigidos por Toshiki Hirano, producidos por TMS Entertainment, y sacados al aire por Nippon Television Network System, durante el espacio de emisión de Detective Conan. Varios han sido titulados como "Especiales de Detective Conan" a pesar de que ninguno de ellos ha tenido algo que ver con Conan. El primero salió al aire el 24 de abril de 2010.

### Anime
La siguiente es una lista de Episodios de la nueva serie anime Magic Kaito 1412. Recientemente se anunció un simulcast en Crunchyroll de Magic Kaito 1412, solo disponible para Estados Unidos y Canadá.

#### Lista de episodios
- Anexo: Episodios de Magic Kaito 1412